# Förstakammarvalet i Sverige 1936
Förstakammarvalet i Sverige 1936 var ett val i Sverige till Sveriges riksdags första kammare. Valet hölls i den åttonde valkretsgruppen i september månad 1936 för mandatperioden 1937-1944.
Två valkretsar utgjorde den åttonde valkretsgruppen: Malmöhus läns valkrets (12 mandat) och Gävleborgs läns valkrets (7 mandat). Ledamöterna utsågs av valmän från det landsting som valkretsarna motsvarade. För de städer som inte ingick i landsting var valmännen särskilda elektorer. Åttonde valkretsgruppen hade 7 elektorer från Gävle stad.
Ordinarie val till den åttonde valkretsgruppen hade senast ägt rum 1928.

## Valresultat
| Parti                | Parti                                    | Partiledare             | Röster | Röster | Mandatfördelning | Mandatfördelning |
| Parti                | Parti                                    | Partiledare             | Antal  | +−     | Antal            | +−               |
| -------------------- | ---------------------------------------- | ----------------------- | ------ | ------ | ---------------- | ---------------- |
|                      | Socialdemokraterna                       | Per Albin Hansson       | 100    | +30    | 11               | ▲1               |
|                      | Allmänna valmansförbundet                | Gösta Bagge             | 32     | -10    | 3                | ▼1               |
|                      | Bondeförbundet                           | Axel Pehrsson-Bramstorp | 29     | -13    | 3                | ▬                |
|                      | Folkpartiet                              | Gustaf Andersson        | 9      | -9     | 2                | ▬                |
|                      | Sveriges kommunistiska parti (Kilbomare) | Nils Flyg               | 3      | +1     | 0                | ▬                |
|                      | Sveriges kommunistiska parti (Silénare)  | Sven Linderot           | 1      | +1     | 0                | ▬                |
| Antal giltiga röster | Antal giltiga röster                     | Antal giltiga röster    | 174    | +-0    | 19               |                  |

### Invalda riksdagsmän
Malmöhus läns valkrets:
- Elof Hagberth, h
- Eilif Sylwan, h
- Axel Löfvander, bf
- Hakon Sylvan, bf
- Axel Roos, fp
- Rudolf Anderberg, s
- Alfred Andersson, s
- Edwin Berling, s
- Herman Ericsson, s
- Axel Leander, s
- Johan Nilsson, s
- Olof Olsson, s

Gävleborgs läns valkrets:
- Per Andersson, bf
- Elon Andersson, fp
- Nils Holmström, h
- Carl Eriksson, s
- Per Granath, s
- Rickard Sandler, s
- Hemming Sten, s